# Золотой ход валторн
Золотой ход валторн (также валторновы квинты, ср. нем. Hornquinten) — последовательность музыкальных интервалов, в которой чистая квинта переходит в большую или малую сексту или большую или малую терцию (причем обычно перед квинтой также следует терция или секста, каноничная последовательность состоит из терции, квинты и сексты, или наоборот). Пример восходящего хода из малой сексты, чистой квинты и большой терции в тональности до мажор: 
Золотой ход являлся характерным приёмом для натуральных валторн, которым были доступны лишь ступени натурального звукоряда, чему и обязан своим названием.

Приём распространен в музыке эпохи классицизма, его можно встретить в финале 103-й симфонии Гайдна, финале 9-й симфонии Бетховена. 

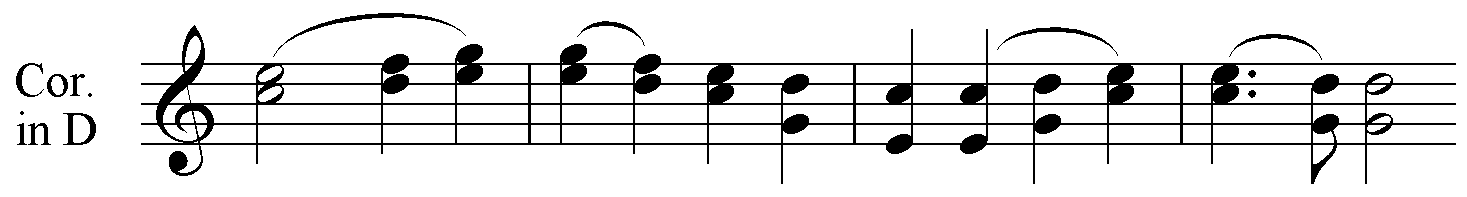
Отрывок из финала симфонии №9 Бетховена

Является примером «скрытых квинт». В классической теории композиции не рассматривается как нарушение запрета параллельных квинт (наряду с «моцартовскими» квинтами).